# Townsend (Montana)
Townsend is een plaats (city) in de Amerikaanse staat Montana, en valt bestuurlijk gezien onder Broadwater County.

## Demografie
Bij de volkstelling in 2000 werd het aantal inwoners vastgesteld op 1867.
In 2006 is het aantal inwoners door het United States Census Bureau geschat op 1974, een stijging van 107 (5,7%).

## Geografie
Volgens het United States Census Bureau beslaat de plaats een oppervlakte van
4,1 km², geheel bestaande uit land. Townsend ligt op ongeveer 1167 m boven zeeniveau.

## Geboren in Townsend
- Patrick Duffy (1949), acteur

## Plaatsen in de nabije omgeving
De onderstaande figuur toont nabijgelegen plaatsen in een straal van 40 km rond Townsend.